# Witold Słowik
Witold Marek Słowik (ur. 8 sierpnia 1965 w Katowicach) – polski prawnik, menedżer, samorządowiec, działacz opozycji antykomunistycznej w PRL. W latach 2015–2018 podsekretarz stanu Ministerstwie Rozwoju, w 2018 podsekretarz stanu w Ministerstwie Inwestycji i Rozwoju. W latach 2018–2020 prezes Polskiej Grupy Zbrojeniowej.

## Życiorys

### Wykształcenie
Absolwent Wydziału Prawa Uniwersytetu Jagiellońskiego (tytuł magistra w 1989). W tym samym roku ukończył też Krakowską Szkołę Managerów. W 2012 ukończył studia podyplomowe w zakresie zarządzania nieruchomościami w Wyższej Szkole Menedżerskiej w Warszawie. W 2018 ukończył Program ARGO Top Public Executive – zagraniczny program kształcenia dla kadry zarządzającej w administracji publicznej organizowany przez IESE Business School oraz Krajową Szkołę Administracji Publicznej.

## Działalność zawodowa

### Lata 1994 – 2015
Od grudnia 1994 do marca 1995 brał czynny udział w pracach nad wydzieleniem Krajowego Depozytu Papierów Wartościowych S.A. z Giełdy Papierów Wartościowych S.A. Kierował pracami nad tworzeniem podstaw księgowości i administracji KDPW S.A. Od marca 1995 do sierpnia 1999 pełnił funkcję Dyrektora Generalnego, a następnie Dyrektora Działu Administracyjno-Finansowego Krajowego Depozytu Papierów Wartościowych S.A.
Od września 1999 do listopada 2002 był zatrudniony w Prumerica Towarzystwo Ubezpieczeń na Życie S.A. (spółka The Prudential Insurance Company of America) – od maja 2000 jako Dyrektor Oddziału.
Od listopada 2002 do sierpnia 2006 pełnił funkcję dyrektora Biura Strategii Rozwoju i Integracji Europejskiej (przekształconego 16 stycznia 2006 w Biuro Funduszy Europejskich) Urzędu Miasta Stołecznego Warszawy. W tej roli nadzorował przygotowania Warszawy do akcesji Polski do Unii Europejskiej, nadzorował współpracę władz miasta z inwestorami krajowymi i zagranicznymi, a także koordynował prace związane z pozyskaniem dla Warszawy łącznie przeszło 2 miliardów PLN z funduszy unijnych. Ponadto doprowadził do stworzenia, w ramach szerokiej współpracy władz miasta z różnymi środowiskami, a następnie do uchwalenia przez Radę Miasta „Strategii Rozwoju Miasta Stołecznego Warszawy do 2020 roku”.
Był członkiem Rady Nadzorczej Centrum Giełdowego S.A. od czerwca 1997 do lipca 1999, a także, w funkcji Przewodniczącego Rady, w okresie od grudnia 2006 do listopada 2011. Przewodniczący Rady Nadzorczej spółki Kupieckie Domy Towarowe KDT od czerwca 2003 do sierpnia 2006. Przewodniczący Rady Nadzorczej spółki Złote Tarasy Sp. z o.o. od lutego 2003 do sierpnia 2006. Członek Regionalnego Komitetu Sterującego ds. Rozwoju Województwa Mazowieckiego w latach 2005–2006.
Od września 2006 do października 2011 pełnił funkcję Prezesa Zarządu Centrum Bankowo-Finansowego „Nowy Świat” S.A. W okresie od listopada 2011 do sierpnia 2013 pracował jako Ekspert w Departamencie Kontrolingu Banku Gospodarstwa Krajowego. Od grudnia 2013 do listopada 2015 pełnił funkcję Pełnomocnika Zarządu Rzeszowskiej Agencji Rozwoju Regionalnego ds. Realizacji Projektu Budowa Centrum Wystawienniczo-Kongresowego Województwa Podkarpackiego.
Przedstawiciel Unii Metropolii Polskich w komitecie tworzącym Krajowy Program Operacyjny Infrastruktura i Środowisko na lata 2007–2013.

### Ministerstwo Inwestycji i Rozwoju
26 listopada 2015 został powołany na funkcję podsekretarza stanu w Ministerstwie Rozwoju, które 12 stycznia 2018 zostało przekształcone w Ministerstwo Inwestycji i Rozwoju. Odpowiedzialny za dystrybucję środków z Programu Operacyjnego Infrastruktura i Środowisko, wdrażanie instrumentu „Łącząc Europę” (ang. Connecting Europe Facility – CEF), wdrażanie instrumentów Planu Junckera oraz rozwój Partnerstwa Publiczno-Prywatnego. 
W ramach Programu Operacyjnego Infrastruktura i Środowisko 2007-2013 uratował ogółem ok. 2 mld złotych zagrożonych dotacji, w tym 1,2 mld złotych dotacji dla PKP Intercity przez stworzenie mechanizmu rachunku powierniczego. W efekcie doprowadził ostatecznie do rozliczenia perspektywy POIiŚ 2007-2013 poprzez wykorzystanie wszystkich przysługujących środków unijnych.
W ramach Programu Operacyjnego Infrastruktura i Środowisko 2014 – 2020 pod jego kierunkiem Instytucje Zarządzające na dzień 20 września 2018 r. zakontraktowały 80 mld złotych dotacji z puli wynoszącej 117,6 mld zł. Podpisane kontrakty objęły budowę lub modernizację m.in.: 656,6 km linii kolejowych, 1172 km nowych autostrad i dróg ekspresowych, 780 km gazociągów przesyłowych i 207 oczyszczalni ścieków, a ponadto wsparcie 397 obiektów kultury oraz m.in. 53 lądowiska dla śmigłowców.
Nadzorując Instrument "Łącząc Europę" (ang. Connecting Europe Facility - CEF) doprowadził do realizacji 46 projektów o łącznej wartości 5,9 mld euro, z dofinansowanie CEF w wysokości 4,2 mld euro, co stanowiło kwotę wyższą niż początkowo przyzna przez Unię Europejską.
W ramach wdrażania i promocji instrumentów Planu Junckera dla tzw. dużego okna Europejskiego Funduszu na rzecz Inwestycji Strategicznych (skrót: EFIS) przyczynił się do zatwierdzenia przez Europejski Bank Inwestycyjny 34 projektów o łącznej wartości 34,2 mld zł, które uzyskały wsparcie w wysokości 11,9 mld PLN. Z kolei dla tzw. małego okna EFIS przyczynił się do podpisania przeszło 12,7 tysiąca umów na łączną kwotę wsparcia wynoszącą ponad 2,5 mld PLN. Całościowo Polska w 2018 roku dzięki jego działaniom zajmowała 5. miejsce w UE pod względem wartości zatwierdzonych projektów oraz wartości wsparcia EFIS.
W ramach odpowiedzialności za rozwój Partnerstwa Publiczno-Prywatnego w Polsce doprowadził do przyjęcia w dniu 26 lipca 2017 roku przez Radę Ministrów ustawy "Polityka Rządu w zakresie rozwoju partnerstwa publiczno-prywatnego". Ponadto zakończył proces legislacyjny obejmujący zmianę Ustawy o Partnerstwie Publiczno-Prywatnym oraz 19 innych ustaw.
Uczestniczył w tworzeniu Strategii na rzecz Odpowiedzialnego Rozwoju do roku 2020 (z perspektywą do 2030 r.). Efektem jego działań było wyszczególnienie w niej osobnego rozdziału „Kapitał dla rozwoju” oraz zaakcentowanie w jego treści tematyki: Partnerstwa Publiczno-Prywatnego, Planu Junckera i roli rynku kapitałowego.
Był Zastępcą Przewodniczącego Rady Nadzorczej Banku Gospodarstwa Krajowego od września 2016 do października 2018.

### Polska Grupa Zbrojeniowa
We wrześniu 2018 odszedł z rządu i został prezesem Polskiej Grupy Zbrojeniowej, która zarządza Grupą Kapitałową PGZ oraz prowadzi sprawy związane z organizacją Polskiej Grupy Zbrojeniowej S.A. W lutym 2020 odwołany ze stanowiska prezesa PGZ S.A.
W ramach GK PGZ zajmował się nadzorem w zakresie planowania i realizacji strategii działania, nadzorem właścicielskim oraz obsługą organów korporacyjnych. W PGZ S.A. był odpowiedzialny za zarządzanie kapitałem ludzkim, dialog ze stroną społeczną, zarządzanie majątkiem, księgowość oraz ochronę informacji prawnie niejawnych. Dotychczas jako największy sukces jego prezesury wskazywane jest zakończenie 2018 roku obrotowego dodatnim wynikiem finansowym GK PGZ kwotą 37,4 mln złotych przy skonsolidowanych przychodach netto na poziomie 5,53 mld złotych, co oznacza przyrost przychodów w stosunku do 2017 roku o ponad 550 mln złotych.

### PKP PLK
27 sierpnia 2020 został powołany w skład Zarządu PKP Polskie Linie Kolejowe. 2 sierpnia 2021 zakończył pracę na tym stanowisku w związku z upływem kadencji Zarządu.

### PCO S.A.
Od marca 2022 r. do maja 2024 r. pełnił funkcję Prezesa Zarządu PCO S.A., gdzie odpowiadał za zarządzanie i nadzór nad bieżącą działalnością Spółki PCO S.A., nadzór właścicielski nad spółkami zależnymi od PCO S.A., obsługę organów korporacyjnych, zarządzanie kapitałem ludzkim, dialog ze stroną społeczną, zarządzanie majątkiem, ciągłość działania, kontrolę wewnętrzną, a także za systemy zarządzania i jakości. Po pierwszym roku pełnienia funkcji Prezesa Zarządu PCO S.A. przychody netto ze sprzedaży i zrównanie z nimi w PCO S.A. wzrosły odpowiednio z 213 738,4 tys. zł w 2021 r. do 310 833,0 tys. zł w roku 2022. Zysk ze sprzedaży wzrósł odpowiednio z 29 276,2 tys. zł w 2021 r. do 54 810,7 tys. zł w roku 2022. Zysk netto wzrósł odpowiednio z 32 961,1 tys. zł w 2021 r. do 41 514,2 tys. zł w roku 2022. Sprawozdania finansowe PCO S.A. dostępne w KRS
Od października 2022 r. do czerwca 2024 r. pełnił funkcję Członka Rady Nadzorczej Ośrodka Badawczo-Rozwojowego Urządzeń Mechanicznych OBRUM Sp. z o. o. w Gliwicach.

## Działalność opozycyjna w okresie PRL
Od października 1980 współpracownik środowiska niepodległościowego skupionego w Międzyzakładowym Komitecie Założycielskim w Katowicach. W okresie luty – sierpień 1982 członek Młodzieżowego Ruchu Oporu w Katowicach, współautor biuletynu MROS oraz „Młodego Konfederaty”. W tym czasie poszukiwał kandydatów na członków MRO, organizując jednocześnie grupę zajmującą się drukiem nielegalnych pism. Uczestnik akcji malowania haseł na murach, demonstracji oraz akcji składania kwiatów w kolejne miesięcznice pacyfikacji kopalni Wujek. Zatrzymany 31 sierpnia 1982 i tymczasowo aresztowany na mocy postanowienia wydanego przez Wojskową Prokuraturę Garnizonową w Gliwicach. Przetrzymywany w areszcie śledczym w Katowicach przez 100 dni. Wyrokiem Wojskowego Sądu Garnizonowego w Katowicach z 8 grudnia 1982 skazany został na 1 rok i 3 miesiące pozbawienia wolności w zawieszeniu, dozór kuratora oraz karę grzywny 50.000 zł za „drukowanie, przechowywanie oraz rozpowszechnianie fałszywych wiadomości o sytuacji społeczno-politycznej kraju, nawołujących do nieprzestrzegania przepisów stanu wojennego, mogących wywołać niepokój społeczny lub rozruchy”. Po rewizji Sądu Najwyższego, ostatecznie wyrokiem Sądu Śląskiego Okręgu Wojskowego we Wrocławiu z 1 kwietnia 1983 skazany na umieszczenie w zakładzie poprawczym, z warunkowym zawieszeniem na okres próby wynoszący trzy lata – oddany w tym okresie pod dozór kuratora sądowego. W latach 1982–1985 był kontrolowany operacyjnie przez Służbę Bezpieczeństwa PRL. Za swoją działalność konspiracyjną 22 grudnia 2017 roku został uhonorowany przez Szefa Urzędu do Spraw Kombatantów i Osób Represjonowanych odznaką „Działacza opozycji antykomunistycznej lub osoby represjonowanej z powodów politycznych”. Odznaczony 24 maja 2019 roku przez prezydenta Rzeczypospolitej Polskiej Andrzeja Dudę Krzyżem Wolności i Solidarności.